# Satisfacibilidad
En lógica proposicional, la satisfacibilidad se define como la propiedad de un conjunto de fórmulas de tener un modelo. Decimos que una fórmula es satisfacible cuando después de analizarla bajo una interpretación dada afirmamos que tiene valor 1; o lo que es lo mismo, es verdadera.
- Datos: Q1350299